# M'man
 (février 2023).
Si vous disposez d'ouvrages ou d'articles de référence ou si vous connaissez des sites web de qualité traitant du thème abordé ici, merci de compléter l'article en donnant les références utiles à sa vérifiabilité et en les liant à la section « Notes et références ».
M'man (Mom dans la version originale) est un personnage de la série télévisée Futurama.

## Description
M'man est une vieille dame ronde en apparence très calme et sympathique. Elle évoque pour la plupart des terriens une grand-mère modèle. Pourtant, elle est la femme la plus riche et la plus puissante de la Terre puisqu'elle possède de nombreuses usines et notamment l'intégralité des usines fabriquant des robots. Ces derniers lui vouent une admiration inégalée et la considèrent comme leur mère. Elle peut les contrôler grâce à leur antenne.
En privé, M'man est une personne squelettique, méchante, autoritaire et avide de pouvoir, qui n'hésite pas à insulter et frapper ses fils quand le besoin s'en fait sentir. 
Elle a eu une relation sentimentale malheureuse avec le Professeur Hubert Farnsworth, qui était auparavant employé dans sa société. Dans l'épisode La Pointe de Zoidberg, on apprend son véritable prénom : Carole.
Elle est basée sur le méchant Charles Montgomery Burns, de la série télévisée Les Simpson, femme squelettique, riche, qui gère une usine, et puissante, comme le fut auparavant Mr Burns.
Mais à noter que Matt Groening qui a l'habitude de parodier des œuvres pour ses séries, M'man peut sans doute être une parodie sur Lady Trémaine, la méchante de Cendrillon, au niveau de la coupe de cheveux similaire..

### Fils
Elle est assistée de ses trois fils Walt, Larry et Igner qui lui obéissent au doigt et à l'œil. Ils portent un uniforme de couleur sombre et possèdent chacun 0,1 % de la société de M'man, ce qui montre le peu de confiance et/ou d'affection que leur mère a pour eux. M'man recourt fréquemment à la violence et aux insultes.
Walt semble être le plus intelligent et le plus âgé des trois fils de M'man et fait office de « lieutenant ». Il est assez cruel et se met parfois à ricaner lorsqu'il prépare un mauvais coup. Le jeune homme est très soumis à sa mère qu'il admire. Il pourrait d'ailleurs souffrir d'un complexe d'Œdipe, car il déclare dans un épisode que la femme qu'il épousera devra être exactement comme sa mère.
Larry, qui a le caractère le moins affirmé, semble aussi le plus normal. Le plus jeune frère, Igner, paraît lui avoir un quotient intellectuel assez faible. Son frère aîné le frappe régulièrement et il est chargé des tâches les plus ridicules, comme s'affubler du soutien-gorge de sa mère aux fins d'une démonstration. Mais il n'est pas à prendre à la légère, car il peut lire sur les lèvres, les gestes, les mouvements comme quand il se cache tandis que sa mère révèle le secret de sa naissance à Walt et Larry. Il peut énoncer des paradoxes : Walt « Tu as vu quelqu'un ? », Igner « Qui moi ? », W. « Oui, toi ! Tu es le seul ici » I. « Si je suis le seul ici… Comment aurais-je pu voir quelqu'un ? »
On ne connaît pas le père des trois fils de M'man excepté Igner dont le troisième film confirme qu'il est l'enfant biologique du professeur Farnsworth.
Le professeur Ogden Wernstrom pourrait être le père de Walt et de Larry car dans une scène de Prenez garde au seigneur des robots ! (Bender's Game), elle affirme qu'elle s'est remise avec son ex-mari qui n'est autre que Wernstrom.

## Actions dans la série
- Dans l'épisode Cinquante Millions de dollars d'anchois, elle veut acheter la toute dernière boite d'anchois existant sur Terre. Son but étant de les faire disparaître car quelqu'un pourrait essayer d'extraire l'ADN des anchois pour fabriquer de l'huile pour robots de si bonne qualité qu'ils seraient lubrifiés à vie et cela mettrait en péril la production et la vente d'huile pour robots de sa société. Pourtant, c'est Fry qui remporte l'enchère et M'man, croyant qu'il s'agit d'un concurrent, établit un plan pour récupérer la boite.

- Dans l'épisode Fêtes des mères, elle profite de la fête des mères pour prendre le contrôle de tous les robots. En effet, à cette date, tous les robots offrent un cadeau à leur « mère » et se rassemblent. Grâce à une télécommande, M'man parvient à faire en sorte que tout objet doté d'un circuit électronique se rebelle contre les humains.

- Dans le film Prenez garde au seigneur des robots !, M'man contrôle le marché de la matière noire grâce au cristal d'énergie qui procure les propriétés impressionnantes de carburant à la matière noire. Mais Farnsworth voudra détruire son empire avec l'Anticristal.